# Жан-Франсуа Лаперуз
Жан-Франсуа́ де Гало́, граф де Лаперу́з (фр. Jean François Galaup, comte de La Pérouse; 23 серпня 1741, садиба Го в окрузі Альбі — 1788, поблизу о-ва Ванікоро, острови Санта-Крус) — французький мореплавець, офіцер військово-морського флоту. Зник безвісти за невідомих обставин поблизу атолу Ванікоро (острови Санта-Крус) разом з командою, на чолі якої здійснював навколосвітню подорож.

## Біографія
З 1756 року — на військовому флоті. У віці 17 років, ще до закінчення навчання, взяв участь у Семирічній війні, побувавши в сутичках і битвах біля узбережжя Північної Америки.
1759 року в битві при Кібероні був поранений і взятий у полон. Впродовж наступних 5 років перебував на острові Іль-де-Франс (тодішня назва Маврикію), виконуючи різноманітні доручення.
Повернувшись до Франції 1777 року, отримав чин лейтенанта і був нагороджений Хрестом Людовіка Святого.

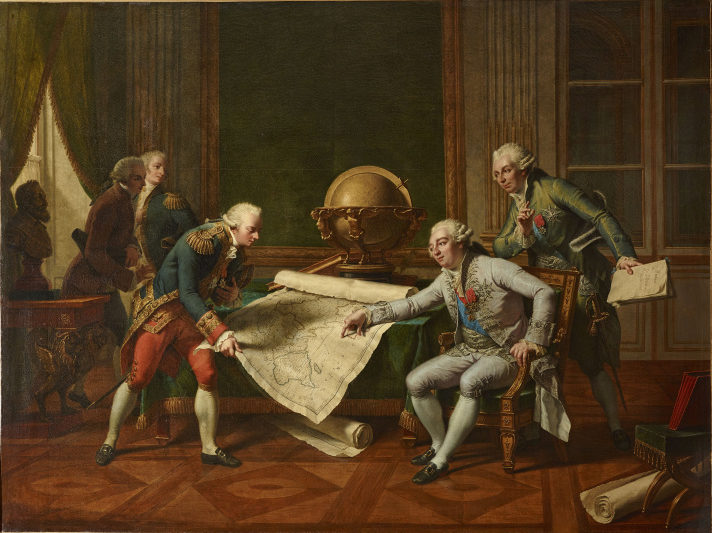
Король Людовик XVI дає інструкції Лаперузу перед подорожжю, картина Ніколя-Андре Монсіо

У наступні роки знову перебував біля берегів Північної Америки, де як французький офіцер брав участь у Війні за незалежність США, зокрема у битвах на морі проти британців від Антилів до Лабрадору.
1780 року отримав чин капітана 1-го рангу. 1782 року під час експедиції в Гудзонову затоку блискуче провів військову операцію, захопивши два англійських форта.
Після підписання Паризької мирної угоди військово-морський міністр Франції де Кастрі та особисто французький король Людовик XVI запропонували де Ла-Перузу очолити навколосвітню подорож з метою упорядкування (в тому числі укладення мап) поточних географічних відкриттів (передусім, тихоокеанських Дж. Кука), етнографічного опису та вивчення тубільців, а також «встановлення дружніх стосунків із ватажками далеких країв і племен». Жан-Франсуа Лаперуз радо пристав на цю пропозицію.
Останні відомості про Лаперуза і членів його команди датовані січнем 1788 року — до 1826 року їхня доля лишалась невідомою.

## Навколосвітня подорож

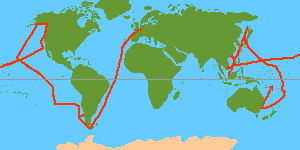
Навколосвітня подорож Лаперуза, 1785—1788 роки

1 серпня 1785 року Ж.-Ф. де Лаперуз вийшов із Бреста на двох фрегатах «Буссоль» («Компас») і «Астролябія» на чолі команди з 220 осіб, до складу якої крім власне офіцерів і матросів увійшли також астроном, лікар і тлумач п. Лаво (Lavaux), три натуралісти, математик, три художники і навіть декілька священиків.
«Буссоль» і «Астролябія» оминули Мис Горн, побували в Чилі, на о-ві Пасхи, на Гаваях. Наприкінці червня 1786 року вони дістались Аляски, де Лаперуз обслідував материкову частину і уточнив обриси північно-західного узбережжя Північної Америки.
Звідси ж експедиція вирушила до Каліфорнії, де Лаперуз зробив опис францисканських місій і лишив критичну примітку про лихий прийом місцевих індіанців.
Потому експедиція знову перетнула Тихий океан, здійснивши зупинку в Макао, де врешті було продано шкурки хутрових звірів, придбані ще на Алясці, а на виручені гроші закуплено провіант і необхідні інструменти (решту поділено між командою).
У наступному, 1787 році, після тимчасової стоянки у Манілі на Лусоні (Філіппіни), Лаперуз спрямував свої судна до узбережжя Північно-Східної Азії. Після обстеження берегів Корейського півострова Лаперуз вирушив до Сахаліну (тодішня японська назва Оку-Єсо), шляхом уточнюючи на мапах східно-азійське узбережжя (так, було відкрито протоку між Сахаліном і островом Хоккайдо).
Після дослідження південної частини Татарської протоки 6 вересня 1787 року фрегати «Буссоль» і «Астролябия» кинули якір у Петропавловську (нині Петропавловськ-Камчатський), звідки Лаперуз надіслав матеріали і карти експедиції до Парижа.

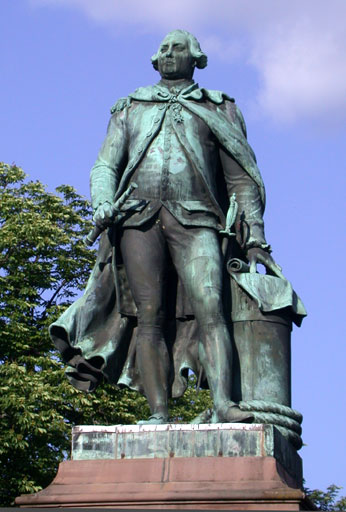
Статуя Лаперуза в Альбі

Вийшовши 30 вересня того ж (1787) року, Лаперуз із командою рушив на Самоа, де у сутичці з самоанцями втратив 12 членів команди. Після інциденту було продовжено дослідження південно-західної частини Тихого океану.
26 січня 1788 року експедиційні фрегати зайшли до Ботанічної затоки, зупинившись на якийсь час у Сіднеї (тодішній британський форт Порт-Джексон), де знову таки були відправлені матеріали подорожі й поповнені припаси.
Наступними цілями Лаперуза мали стати Нова Каледонія і Соломонові острови, але в січні 1788 року експедиція зникла безвісти.

## Пошуки слідів експедиції і вшанування Лаперуза
Лише через 40 років після зникнення було знайдено окремі предмети експедиції Лаперуза на Ванікоро. 1828 року цей острів відвідав Ж.-С. Дюмон-Дюрвіль на кораблі з назвою на честь Лаперузового «Астролябія», який підтвердив повідомлення, отримане раніше від капітана Діллона, й встановив на місці корабельної аварії пам'ятник.
У 1964 році французька експедиція знайшла рештки затонулого фрегата, остаточно ідентифіковані у травні 2005 року.
Ім'ям Лаперуза названо відкриту ним протоку. Пам'ятники, меморіали і пам'ятні знаки Лаперузу встановлено і відкрито у рідному Альбі (Франція) і в багатьох місцях зупинок його експедиції, зокрема, на Сахаліні, в Сіднеї (Австралія) тощо.
На його честь названо астероїд 13560 Ла Перуз.